# コニデラ・ナゲンドラ・バーブ
コニデラ・ナゲンドラ・バーブ（Konidela Nagendra Babu、1961年10月29日 - ）は、インドのテルグ語映画で活動する俳優、映画プロデューサー。

## キャリア

### 映画製作
俳優としては助演や悪役を中心に演じているが、少数ながら主役も演じており、代表作には『143』『Anji』『Shock』『Sri Ramadasu』『Chandamama』『Orange』がある。兄チランジーヴィが設立したアンジャナ・プロダクションの役員を務めており、弟パワン・カリヤーンと共に映画をプロデュースしている。テレビシリーズにも出演しており、またコメディ番組『Jabardasth』の審査員も務めている。

### 政治活動
パワン・カリヤーンが設立したジャナ・セナ党に入党し、2019年インド総選挙に出馬した。投開票の結果、ナゲンドラ・バーブは25万289票を獲得したものの落選している。

## 家族
息子ヴァルン・テージ、娘ニハリカ・コニデラがいる。アッル・アラヴィンドは義兄であり、アッル・アルジュン、アッル・シリシュ、サーイ・ダラム・テージは甥に当たる。